# Paulina Chávez
Pour les articles homonymes, voir Chávez.
Paulina Chávez, née le 22 mai 2002 à El Paso (Texas), est une actrice américaine. Elle est notamment connue pour son rôle d'Ashley dans la série Ashley Garcia : géniale et amoureuse. En 2022, elle incarnera le personnage de Flora dans la série télévisée Destin : La saga Winx.

## Filmographie

### Cinéma
- 2018 : Colossal Youth : Party Goer
- 2019 : Li'l Mayne and the Knuckleheads : Angel
- 2019 : Teenage Girl : Valerie's Holiday : Freda

### Télévision

#### Séries télévisées
- 2016 : Day 5 : Carmen
- 2018 : Scandal Made Me Famous : Kim Kardashian jeune
- 2019 : Padre Pio : Isabella (3 épisodes)
- 2020 : Intercomédies : Un événement sportif : Ashley Garcia (2 épisodes)
- 2020 : Ashley Garcia : géniale et amoureuse : Ashley Garcia (rôle principal, 15 épisodes)
- 2022 : Destin : La saga Winx : Flora (6 épisodes)
- 2024 : Landman : Ariana

#### Téléfilms
- 2020 : Noël a cappella : Noel[3]

## Voix francophones
En version française, Emmylou Homs est la voix française de l'actrice dans ses apparitions en tant que Ashley Garcia et Alexander et son Voyage épouvantablement terrible et affreux (en) tandis que Lola Nédéilan lui prête sa voix dans le téléfilm Noël a cappella et la série Destin : La Saga Winx.